# Contubernium
Een contubernium is de kleinste eenheid van een Romeins legioen en bestond uit de acht man die te velde een tent (een papilio) en een ezel deelden en in de castra een tweetal kamers. Deze indeling is in het grondplan van de opgegraven kazernes in de regel nog goed te zien. Een centuria bestond uit tien contuberniae plus officieren en onderofficieren. Het woord krijgt, om inzichtelijke redenen, ook de betekenis strijdmakkers en hechte vriendschap of samen tent(en) opzetten. De leider noemde een decanus, tien contubernia vormden samen een centurie.